# James P. Cannon
James P. Cannon (Rosedale, Kansas, 1890 - Los Angeles, 1974) va ser un polític, sindicalista i escriptor nord-americà.
S'uní al Socialist Party (SP) el 1908, però el 1911 es passà a la Industrial Workers of the World, en la qual participà de forma itinerant en l'organització i la direcció de vagues. Arran de la revolució bolxevic, tornà al Socialist Party, dins del sector encapçalat per John Reed, el qual fundaria el Communist Party (CP) el 1919. El 1920 fou elegit membre del Comitè Central del partit. Des del 1924 fou company i col·laborador de Rose Karsner. En aquests primers anys defensà l'abandonament de la situació clandestina, per tal de fer un treball de masses. Així començà a actuar com a Workers Party, del qual Cannon en fou el president nacional. Això suposà l'expulsió de Cannon i de la minoria «legalista» del Comunist Party USA, però aquesta decisió fou revocada davant la pressió de la Internacional Comunista. Dins la Internacional, Cannon fou membre de la Comissió Executiva (1922-23) i cap de la Defensa Obrera Internacional (1925-28). El 1928 s'uní a l'Oposició d'Esquerres, i fou expulsat del partit i de la internacional. Juntament amb Max Schachtman i Martin Abern, fundà la Communist League of America. L'activitat sindical dels comunistes d'esquerres se centrà en la Teamsters Union, de la qual Cannon fou dirigent.
El gener del 1938 participà en la fundació Socialist Workers Party estatunidenc (SWP), on va exercir com a secretari general fins al 1953, quan es va retirar parcialment. Tot just fundar-se el SWP aquest s'afilia a la Quarta Internacional. Dins el SWP i la Quarta Internacional, a partir del 1940, representà la línia del «trotskisme ortodox», contra la línia «d'esquerres» de James Burnham i Marx Schachtman primer i, en el 1953, contra el corrent majoritari defensat per Michel Pablo. Des del càrrec de secretari nacional del SWP i de la Quarta Internacional es preocupà de mantenir la línia «ortodoxa» contra les tendències centrípetes de la Internacional. La seua oposició activa a la guerra, li comportà l'empresonament (1944-45).
James P. Cannon va morir d'un atac de cor el 21 d'agost de 1974, amb 84 anys. Els seus articles i escrits personals es troben microfilmats a la Wisconsin Historical Society, a Madison.